# Cerithiopsis tubercularis
Espèce
Synonymes
- Cerithiopsis aciculata Locard & Caziot, 1900
- Cerithiopsis tubercularis var. clarkii Jeffreys, 1867
- Cerithiopsis tuberculatus [sic]
- Cerithium acicula Brusina, 1865
- Cerithium pygmaeum Philippi, 1844
- Murex tubercularis Montagu, 1803[2]

Cerithiopsis tubercularis est un mollusque gastéropode prosobhranche marin.

## Description
La coquille conique, allongée, mesure  jusqu'à 6,5 mm de haut pour 2,5 mm de largeur. Elle comporte jusqu'à 14 tours munis chacun de trois rangées de tubercules bien marqués. Le dernier tour est pourvu de 2 ou 3 crêtes parfois noduleuses.
L'ouverture, elliptique, est prolongée par un court canal siphonal ouvert.
L'enroulement est dextre, ce qui permet de séparer  immédiatement cette espèce de Monophorus (= Triphora= Marshallora ) perversus (Linnaeus, 1758) qui lui ressemble beaucoup mais dont l'enroulement est senestre. Sa couleur est rouge-brun .

## Biologie
Cerithiopsis tubercularis se rencontre depuis le niveau des basses mers de vive eau jusqu'à une profondeur de 100 mètres. L'animal se trouve généralement à la surface des éponges Halichondria panicea et Hymeniacidon perleve dont il tire probablement l'essentiel de sa nourriture mais il pourrait aussi consommer des débris divers et de petites algues ,. La trompe est introduite dans l'éponge par un oscule ou une blessure superficielle et atteint ainsi les tissus profonds  moins riches en spicules que l'épiderme (ectosome). Éventuellement la moitié de la coquille , voire plus, est enfoncée dans les tissus de la proie.

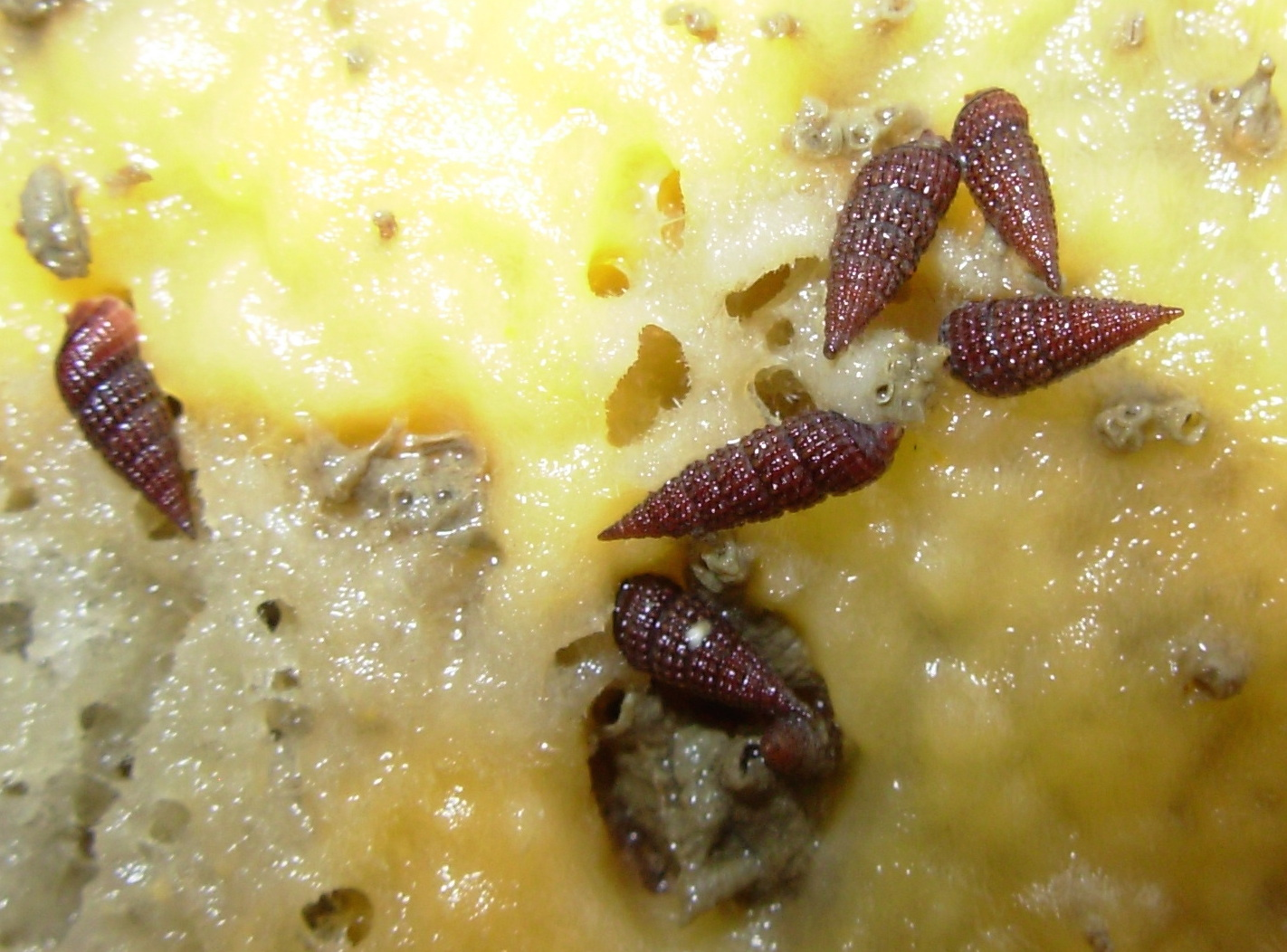
Groupe de Cerithiopsis tubercularis sur l'éponge Halichondria panicea.

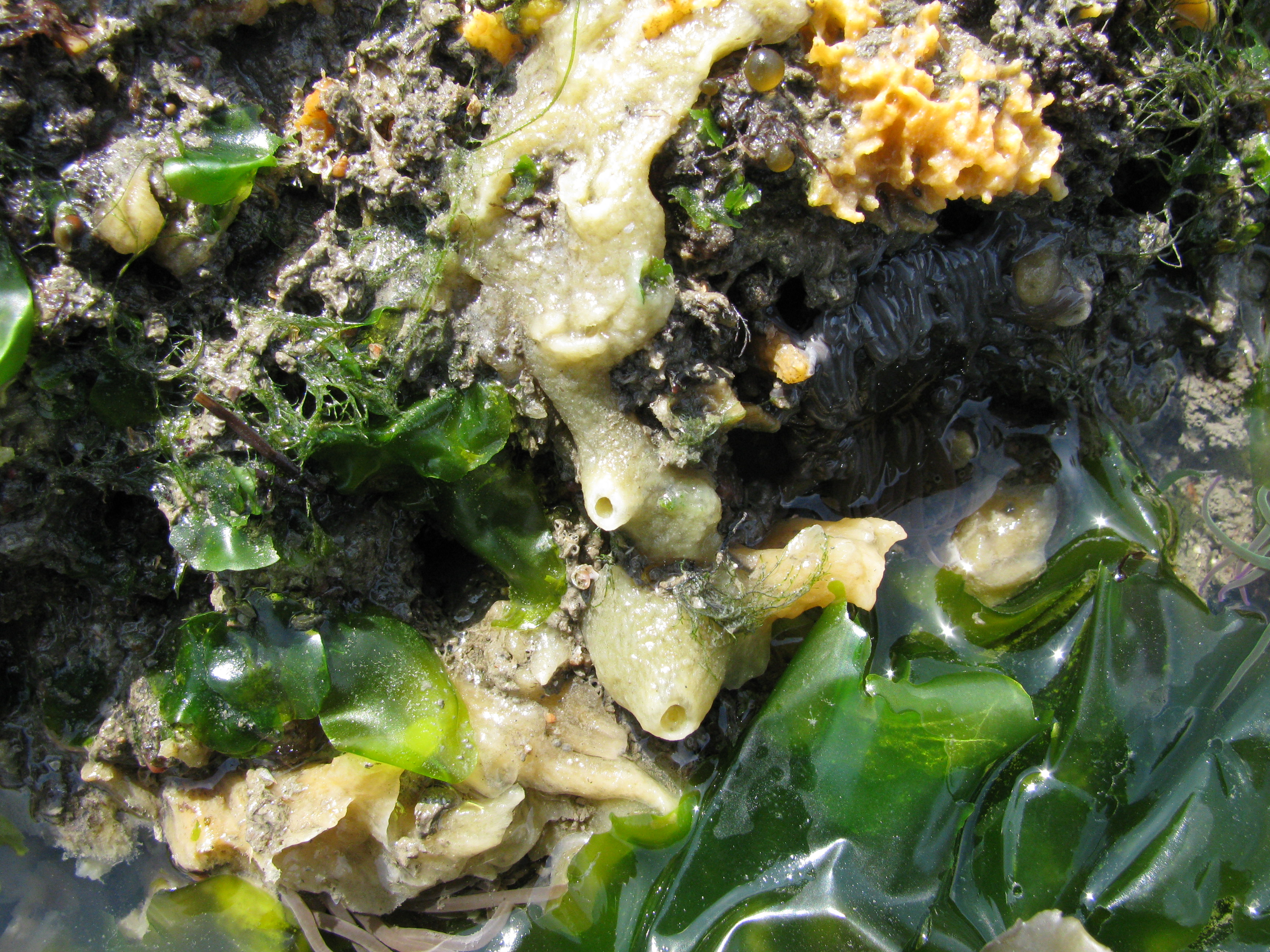
Halichondria panicea (jaune, au milieu) et Halichondria panicea (orangé, en haut à droite), deux éponges consommées par Cerithiopsis tubercularis

Les sexes sont séparés et en période de reproduction (printemps été), mâles et femelles se regroupent. Le sperme de mâles est expulsé avec le courant d'eau sortant de la cavité palléale et le nuage qu'il forme est aussitôt aspiré par le court siphon de la femelle . La ponte, qui peut compter jusqu'à 200 œufs, est enveloppée dans une capsule enfouie dans les tissus des éponges citées ci-dessus.

## Distribution
Cerithiopsis tubercularis se rencontre en mer Noire et en Méditerranée. En Atlantique, l'espèce est signalée depuis les Açores jusqu'à la Norvège.

## Galerie

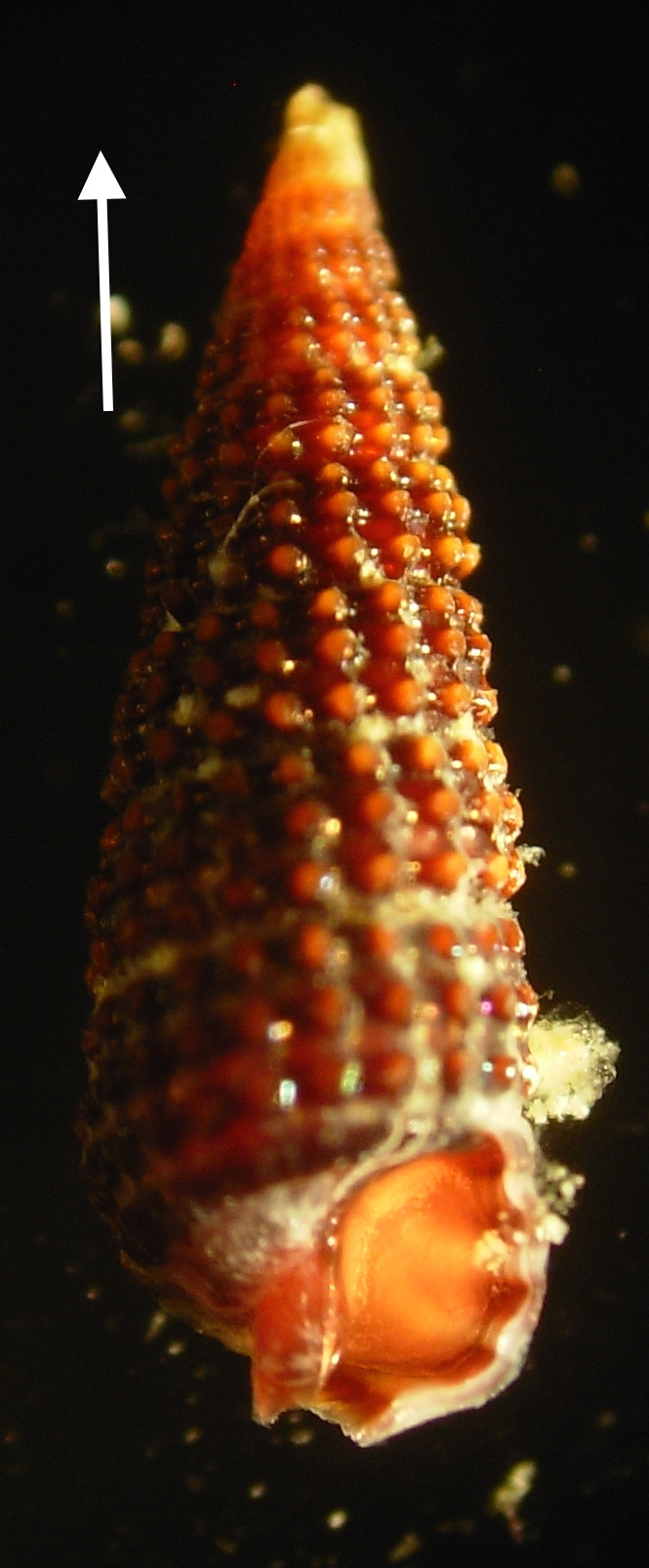
Cerithiopsis tubercularis. Coquille montrant l'ouverture et le court canal siphonal ouvert. La position de l'ouverture, à droite, traduit l'enroulement dextre de la coquille. La flèche mesure 1 mm